# Naußlitz (statistischer Stadtteil)
Naußlitz mit Wölfnitz, Dölzschen, Roßthal und Niedergorbitz ist ein statistischer Stadtteil im Dresdner Stadtbezirk Cotta. Er liegt südwestlich des Stadtzentrums auf der linken beziehungsweise Altstädter Elbseite.

## Gliederung
Zum statistischen Stadtteil gehören Dölzschen, Roßthal, fast sämtliche Teile der Gemarkungen Naußlitz und Wölfnitz sowie der Südteil der Gemarkung Gorbitz, der als Niedergorbitz bekannt ist. Er gliedert sich in folgende sechs statistische Bezirke:
- 941 Naußlitz-Nord
- 942 Wölfnitz
- 943 Naußlitz-West
- 944 Naußlitz-Süd
- 945 Dölzschen
- 946 Niedergorbitz/Roßthal

## Lage
Der statistische Stadtteil Naußlitz ist im Norden von Gorbitz-Süd und -Ost, im Osten von Löbtau-Nord und -Süd, im Süden von Coschütz/Gittersee, im Südwesten von der Stadt Freital und im äußersten Westen von Gompitz/Altfranken umgeben.
Die Grenzen des Stadtteils werden durch die Kesselsdorfer Straße und anschließend in etwa die Rabenauer und Dölzschener Straße, im Südosten durch den Verlauf der Weißeritz und im Südwesten durch die Stadtgrenze zu Freital gebildet. Naußlitz liegt somit im Übergangsbereich des Elbtalkessels zu den östlichsten Ausläufern des Meißner Hochlands.

## Verkehr
Wichtigste Straßen des Stadtteils sind die Tharandter Straße, eine Ein- und Ausfallstraße im Plauenschen Grund in Richtung Freital, sowie die Kesselsdorfer (B 173) und Saalhausener Straße. In Naußlitz verkehren die Straßenbahnlinien 6 und 7. Des Weiteren fahren drei Stadtbuslinien durch den Stadtteil, der insgesamt 2 Straßenbahn- und 31 Bushaltestellen aufweist.